# James Stewart (1. książę Richmond)
James Stewart KG (ur. 6 kwietnia 1612 w Londynie, zm. 30 marca 1655), szkocki arystokrata, najstarszy syn Esmé Stewarta, 3. księcia Lennox, i Katherine Clifton, 2. baronowej Clifton, córki 1. barona Clifton.
Po śmierci ojca w 1624 r. James odziedziczył tytuł księcia Lennox. W 1633 r. został kawalerem Orderu Podwiązki. W maju tego roku został członkiem Tajnej Rady Szkocji, a lipcu Tajnej Rady Anglii. W latach 1635–1646 był lordem namiestnikiem Hampshire. Po śmierci matki w 1637 r. został 3. baronem Clifton. W latach 1640–1642 był lordem strażnikiem Pięciu Portów. 8 sierpnia 1641 r. został parem Anglii jako książę Richmond. W 1644 r. został Lordem Stewardem Dworu Królewskiego. Podczas wojny domowej dowodził wojskami rojalistów. Zmarł w 1655 r. Jego pogrzeb odbył się 18 kwietnia 1655 w opactwie westminsterskim.
3 sierpnia 1637 r. poślubił lady Mary Villiars (1622-1685), córkę George’a Villiersa, 1. księcia Buckingham, i lady Katherine Manners, córki 6. hrabiego Rutland. James i Mary mieli razem syna i córkę:
- Esmé Stewart (2 listopada 1649 – 10 sierpnia 1660), 2. książę Richmond i 5. książę Lennox
- Mary Stewart (10 lipca 1651 – 4 lipca 1688), 5. baronowa Clifton, żona Richarda Butlera, 1. hrabiego Arran